# Гершельман, Сергей Константинович
Серге́й Константи́нович Гершельман (26 июня (8 июля) 1854 — 17 (30) ноября 1910, Вильно) — Московский генерал-губернатор (05.07.1906—17.03.1909), генерал от инфантерии (17.11.1910), герой русско-турецкой войны 1877-1878 гг. и русско-японской войны 1904-1905 гг.

## Биография
Православного вероисповедания. Из потомственных дворян Санкт-Петербургской губернии. Происходил из тюрингского дворянского рода Хершельманн. Сын генерал-адъютанта Константина Ивановича Гершельмана, брат генерала от кавалерии Фёдора Константиновича Гершельмана.

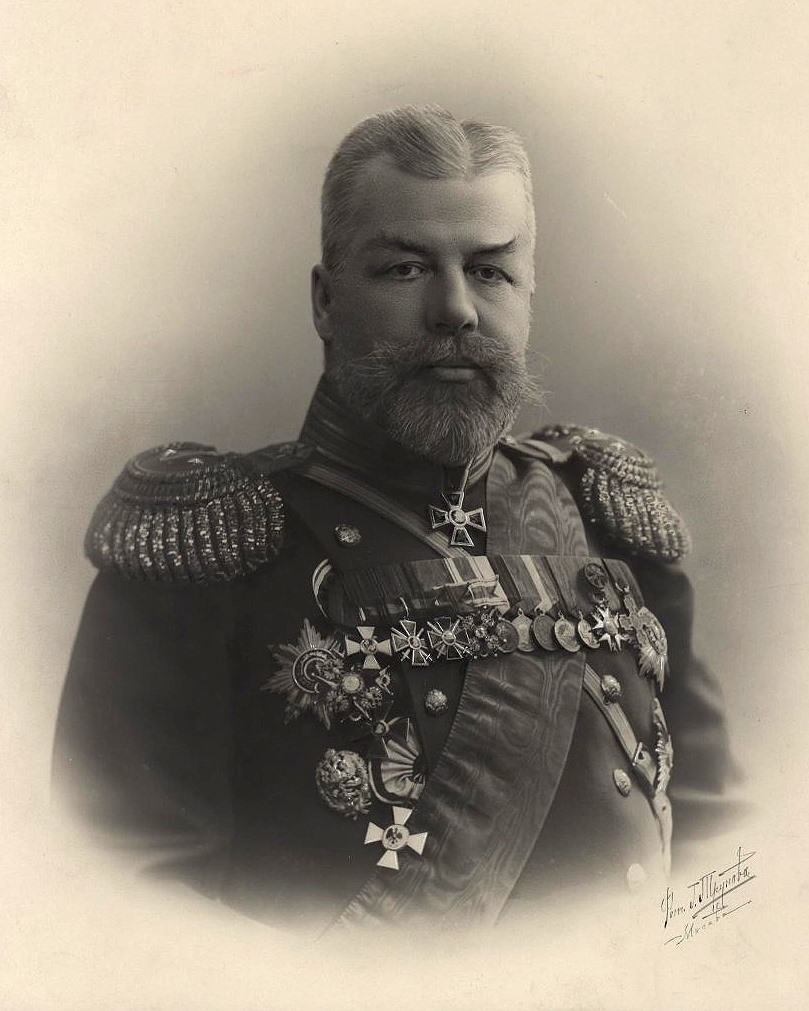
С.К. Гершельман в звании генерал-лейтенанта. 1906—1909 гг.

Окончил Пажеский корпус (1872, первый в выпуске, записан на мраморную доску) и Николаевскую академию Генерального штаба (1881, по 1-му разряду). Выпущен прапорщиком лейб-гвардии Конно-артиллерийской бригады (17.07.1872), с 13.04.1875 -  подпоручик,  с 30.08.1875 - поручик, с 27.03.1877 - штабс-капитан, с 30.08.1881 - капитан.
Участник Русско-турецкой войны: в Плевненском отряде, затем в Западном отряде генерала И.В. Гурко. Участвовал в боях под Горным Дубняком, Телишем, в наступлениях на Филиппополь, Адрианополь (где был ранен и контужен), Сан-Стефано.
06.12.1881 — произведен в подполковники с назначением состоящим для поручений при штабе XV армейского корпуса. С 30.08.1884 — полковник. С 13.04.1886 по 14.08.1895 — начальник штаба 23-й пехотной дивизии.
Командир 93-го пехотного Иркутского Его Императорского Высочества Наследника Цесаревича Георгия Александровича полка (14.08.1895-29.01.1896), начальник штаба II армейского корпуса (29.01.1896-20.01.1903), начальник штаба Сибирского военного округа (20.01.1903-02.05.1904). Генерал-майор (29.01.1899), генерал-лейтенант (05.07.1904).
Участник русско-японской войны: командующий (с 02.05.1904), а с 05.07.1904 начальник 9-й пехотной дивизии, отличился под Мукденом. Одновременно с 02.05.1904 — временно-командующий 10-м армейским корпусом.
Командующий войсками Московского военного округа (с 17.01.1906) и одновременно — Московский генерал-губернатор (с 05.07.1906). Во время революции 1905—1907 годов активно поддерживал черносотенцев, способствовал возникновению монархических организаций среди рабочих. 21 ноября 1907 года пережил покушение эсерки Севастьяновой.
17 марта 1909 года назначен командующим войсками Виленского военного округа. 17 ноября 1910 года произведен в генералы от инфантерии. Скоропостижно умер в тот же день в Вильно. Был похоронен в фамильном склепе на Никольском кладбище Александро-Невской лавры.

## Награды
- Орден Святого Станислава 3-й степени с мечами и бантом (1877)

- Орден Святой Анны 3-й степени с мечами и бантом (1877)

- Орден Святого Владимира 4-й степени с мечами и бантом (1878)

- Орден Святого Станислава 2-й степени (1883)

- Орден Святой Анны 2-й степени (1887)

- Орден Святого Владимира 3-й степени (1890)

- Орден Святого Станислава 1-й степени (1901)

- Золотое оружие с надписью "За храбрость" (1905)

- Орден Святой Анны 1-й степени с мечами (1905)

- Орден Святого Георгия 4-й степени (08.09.1905)

- Орден Святого Владимира 2-й степени (06.12.1908)

## Семья
Был женат на Александре Васильевне, урождённой Познанской (1861—1936). Их дети:

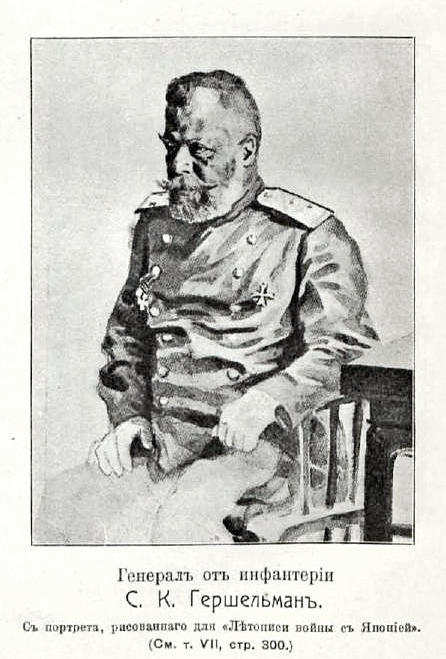
Рисунок из «ВЭС»

- Василий (1884—1919), полковник лейб-гвардии Уланского полка, георгиевский кавалер, в Гражданскую войну в Добровольческой армии, убит в бою.
- Георгий (1888—1914), поручик лейб-гвардии Конной артиллерии, убит в бою под Каушеном, георгиевский кавалер.
- Сергей (1891—1957), офицер лейб-гвардии Конной артиллерии, в Гражданскую войну в Северо-Западной армии, полковник, в эмиграции военный историк.
- Александр (1893—1977), офицер лейб-гвардии Конной артиллерии, георгиевский кавалер, участник Белого движения, полковник.

## Труды
Писал статьи для следующих изданий ; Военный Сборник, Русский Инвалид, Энциклопедия военных и морских наук.
Отдельно были изданы следующие работы:
- Нравственный элемент в руках Суворова
- Нравственный элемент в руках М.Д.Скобелева
- Нравственный элемент под Севастополем